# Jensen Ackles
Jensen Ross Ackles (Dallas, 1978. március 1. –) amerikai színész.
Elismerést szerzett Dean Winchester alakításával az Odaát (2005-2020) című sötét fantasy drámasorozatában, valamint olyan televíziós sorozatokban való szereplésével, mint az Ármány és szenvedély Eric Brady szerepében, amiért többször jelölték Daytime Emmy-díjra. 
A Véres Valentin 3D című kasszasiker film főszerepét is alakította. Ő adta Jason Todd hangját a Batman a Piros Sisak ellen, valamint Bruce Wayne / Batman hangját a Batman: The Long Halloween, a Szuperhősök Légiója és a Justice League: Warworld című animációs filmben.

## Fiatalkora
1978. március 1-jén született Dallasban, Roger Alan Ackles színész és Donna Joan Shaffer második gyermekeként. Angol, ír és skót felmenőkkel is rendelkezik. Két testvére van: egy bátyja, Joshua, és egy húga, Mackenzie. A szülei azért nevezték Jensen-nek, mert nem akartak túl gyakori nevet adni neki.
Jensen édesapja ismert színész volt a városban, ezért Jensen gyermekkorának is része volt a színészkedés, annak ellenére, hogy a gimnáziumig nem is igazán akart színészi pályára lépni. Négyévesen kezdett modellkedni, majd később abbahagyta, de 10 évesen újrakezdte.
Az L. V. Berkner High Schoolba jelentkezett, ahol sportorvosnak tanult. Ekkor felkereste két férfi: Jensen későbbi menedzsere, Craig Wargo, és egy másik ügynök, Michael Einfeld. Arra kérték, hogy menjen velük Los Angelesbe, de Jensen előbb be akarta fejezni a gimnáziumot, mert azt hitte, hogy ezt a két fickót hamarosan nem is fogja érdekelni. Nem így történt. A két férfi tartotta vele a kapcsolatot, egészen addig, amíg leérettségizett, majd Los Angelesbe vitték.

## Pályafutása
Első jelentősebb szerepe Malcolm megformálása volt a Mr. Rhodes című sorozatban. Ezt követően az USA egyik leghosszabb szappanoperájában, az Ármány és szenvedélyben szerepelt három éven át. Majd következett a nagy sikerű Sötét angyal, melyben Alec karakterét keltette életre.
2000-ben pályázott Clark Kent szerepére a Smallville-ben, ám akkor az ifjú modell, Tom Welling elhalászta előle a szerepet. Így egy másik WB-sikersorozattal, a Dawson és a haverokkal vígasztalódott, ahol a hatodik évadban, 12 epizód erejéig játszotta C.J.-t.
Ezek után csatlakozhatott a Smallville-hez. Igaz, nem Clark Kentként, hanem Jason Teague megformálójaként. Ezt a szerepet egy évadon keresztül játszotta. Majd jött karrierje eddigi legnagyobb sikere, az Odaát, ahol Jared Padalecki társaként démonokra, szellemekre és egyéb természetfeletti lényekre vadászik. 
2008 nyarán szerepet kapott a Véres Valentin 3D remake-jében, amelyet 2009. január 16-án mutattak be országszerte.

## Magánélete
Három év együttlét után Ackles 2009 novemberében eljegyezte Danneel Harris színésznőt és modellt. A pár 2010. május 15-én házasodott össze Dallasban. 2013. május 30-án megszületett a kislányuk, Justice Jay "JJ" Ackles.
2016. december 4-én instagramon jelentette be ikreik születését – egy kislány Arrow Rhodes, és egy kisfiú Zeppelin Bram.
Ackles a texasi Dripping Springsben található Family Business Beer Company nevű sörfőzde résztulajdonosa feleségével és sógorával.

## Filmográfia

### Film
| Év   | Magyar cím                                                  | Eredeti cím                                            | Szerep                            | Magyar hang     |
| ---- | ----------------------------------------------------------- | ------------------------------------------------------ | --------------------------------- | --------------- |
| 2004 |                                                             | The Plight of Clownana                                 | Jensen                            |                 |
| 2005 | Az átjáró                                                   | Devour                                                 | Jake Gray                         | Zámbori Soma    |
| 2007 |                                                             | Ten Inch Hero                                          | Boaz Priestly                     |                 |
| 2009 | Véres Valentin 3D                                           | My bloody Valentine 3D                                 | Tom Hanniger                      | Szabó Máté      |
| 2010 | Batman a Piros Sisak ellen                                  | Batman: Under the Red Hood                             | Jason Todd / Piros Sisak (hangja) | Markovics Tamás |
| 2019 | Spanviadal                                                  | Buddy Games                                            | Jack Durfy                        |                 |
| 2021 |                                                             | Batman: The Long Halloween, Part One                   | Bruce Wayne / Batman (hangja)     |                 |
| 2021 |                                                             | Batman: The Long Halloween, Part Two                   | Bruce Wayne / Batman (hangja)     |                 |
| 2023 | Szuperhősök Légiója                                         | Legion of Super-Heroes                                 | Bruce Wayne / Batman (hangja)     | Welker Gábor    |
| 2023 |                                                             | Justice League: Warworld                               | Bruce Wayne / Batman (hangja)     |                 |
| 2023 |                                                             | Buddy Games: Spring Awakening                          | Jack Durfy                        |                 |
| 2024 | Az Igazság Ligája: Végtelen Világok Válsága – Első rész     | Justice League: Crisis on Infinite Earths – Part One   | Bruce Wayne / Batman (hangja)     | Széles Tamás    |
| 2024 | Az Igazság Ligája: Végtelen Világok Válsága – Második rész  | Justice League: Crisis on Infinite Earths – Part Two   | Bruce Wayne / Batman (hangja)     | Széles Tamás    |
| 2024 | Az Igazság Ligája: Végtelen Világok Válsága – Harmadik rész | Justice League: Crisis on Infinite Earths – Part Three | Bruce Wayne / Batman (hangja)     | Széles Tamás    |

### Televízió
| Év         | Magyar cím           | Eredeti cím                    | Szerep                     | Megjegyzés                                |
| ---------- | -------------------- | ------------------------------ | -------------------------- | ----------------------------------------- |
| 1996       | Rosszcsont kalandjai | Wishbone                       | Michael Duss               | 1 epizód                                  |
| 1996       | Sweet Valley High    | Sweet Valley High              | Brad Rollins               | 1 epizód                                  |
| 1996–1998  |                      | Mr. Rhodes                     | Malcolm                    | mellékszereplő                            |
| 1997       | Cybill               | Cybill                         | David                      | 1 epizód                                  |
| 1997–2000  | Ármány és szenvedély | Days of our Lives              | Eric Brady                 | főszereplő                                |
| 2001       | A szexbomba          | Blonde                         | Eddie G. Robinson          | tévéfilm                                  |
| 2001–2002  | Sötét angyal         | Dark Angel                     | Alec / X5-494 Ben / X5-493 | főszereplő magyar hangja Czető Roland     |
| 2002–2003  | Dawson és a haverok  | Dawson's Creek                 | C.J.                       | mellékszereplő magyar hangja Moser Károly |
| 2004–2005  | Smallville           | Smallville                     | Jason Teague               | főszereplő magyar hangja Pálmai Szabolcs  |
| 2005–2020  | Odaát                | Supernatural                   | Dean Winchester            | főszereplő magyar hangja Szabó Máté       |
| 2011       |                      | Supernatural: The Anime Series | Dean Winchester (hangja)   | főszereplő                                |
| 2012       |                      | Undead Noise                   | vendégszereplő             | 1 epizód                                  |
| 2015, 2018 |                      | The Hillywood Show             | önmaga                     | 2 epizód                                  |
| 2017       |                      | Kings of Con                   | Justin Angles              | 1 epizód                                  |
| 2022       | Walker               | Walker                         | Miles Vyas                 | 1 epizód                                  |
| 2022–2023  | Végtelen égbolt      | Big Sky                        | Beau Arlen                 | főszereplő                                |
| 2022–2023  | Winchesterék         | The Winchesters                | Dean Winchester            | mellékszereplő                            |
| 2022–      | A fiúk               | The Boys                       | Ben / Katonasrác           | főszereplő magyar hangja Galambos Péter   |
| 2023       | V generáció          | Gen V                          | Ben / Katonasrác           | 1 epizód magyar hangja Galambos Péter     |
| 2024       |                      | Tracker                        | Russell Shaw               | 1 epizód                                  |